# Deagon
Deagon är en del av en befolkad plats i Australien. Den ligger i kommunen Brisbane och delstaten Queensland, omkring 15 kilometer norr om delstatshuvudstaden Brisbane.
Trakten är tätbefolkad. Närmaste större samhälle är Brisbane, omkring 15 kilometer söder om Deagon. 
Genomsnittlig årsnederbörd är 1 434 millimeter. Den regnigaste månaden är januari, med i genomsnitt 283 mm nederbörd, och den torraste är oktober, med 22 mm nederbörd.